# Гюблінген
Гюблінген (нім. Hüblingen) — громада в Німеччині, розташована в землі Рейнланд-Пфальц. Входить до складу району Вестервальд. Складова частина об'єднання громад Реннерод.
Площа — 4,50 км2. Населення становить 310 ос. (станом на 31 грудня 2020).